# Greifschwanzratten
Die Greifschwanzratten (Pogonomys) sind eine Nagetiergattung aus der Gruppe der Altweltmäuse (Murinae). Die Gattung umfasst fünf Arten.

## Allgemeines
Greifschwanzratten sind relativ kleine, mäuseähnliche Tiere. Sie erreichen eine Kopfrumpflänge von 9 bis 15 Zentimetern, der Schwanz ist mit 13 bis 24 Zentimetern deutlich länger als der Rumpf und das Gewicht beträgt bis zu 95 Gramm. Das Fell ist weich und wollig, seine Färbung variiert an der Oberseite von rotbraun über grau bis schwärzlich, die Unterseite ist weiß oder hellgrau gefärbt. Der lange, zum Greifen verwendbare Schwanz ist mit großen Schuppen versehen, er ist überwiegend braun gefärbt, nur die Spitze ist fleischfarben. Die Ohren sind klein, die Augen hingegen groß.
Greifschwanzratten leben auf Neuguinea und vorgelagerten Inseln sowie in Australien. Ihr Lebensraum sind Wälder vom Meeresniveau bis in 3000 Meter Seehöhe. Sie sind nachtaktiv, tagsüber ziehen sie sich in unterirdische Baue zurück. Sie können gut klettern und halten sich zeitweise auf den Bäumen auf. Ihre Nahrung besteht vorwiegend aus Blättern und Schösslingen.

## Systematik
Innerhalb der Altweltmäuse sind die Greifschwanzratten die Namensgeber der Pogonomys-Gattungsgruppe, einer vorwiegend in Neuguinea beheimateten Gruppe, die daneben noch die Gattungen Abeomelomys, Hörnchenzahnratten (Anisomys), Chiruromys, Coccymys, Coryphomys, Weißohr-Riesenratten (Hyomys), Neuguinea-Kleinzahnratten (Macruromys), Riesenbaumratten (Mallomys), Mammelomys, Pogonomelomys, Flores-Höhlenratten (Spelaeomys), und Neuguinea-Weißschwanzratten (Xenuromys) umfasst.
Nach genetischen Untersuchungen von Lecompte et al. (2008) sind die Tiere der Pogonomys-Gruppe Teil einer vorwiegend in Neuguinea und Australien verbreiteten Radiation der Altweltmäuse, den Hydromyini. Diese Radiation umfasst noch die Chrotomys-Gruppe, die Hydromys-Gruppe, die Lorentzimys-Gruppe, die Pseudomys-Gruppe, die Uromys-Gruppe und die Xeromys-Gruppe. Mit den Eigentlichen Ratten (Rattus) sind sie hingegen nur entfernt verwandt.
Es werden fünf Arten unterschieden.
- Pogonomys championi bewohnt ein kleines Gebiet im mittleren Neuguinea.
- Pogonomys fergussoniensis ist auf den östlich von Neuguinea liegenden D’Entrecasteaux-Inseln endemisch.
- Pogonomys loriae ist über ganz Neuguinea verbreitet.
- Pogonomys macrourus lebt auf Neuguinea und dem vorgelagerten Bismarck-Archipel, es gibt auch eine Population im nordöstlichen Australien.
- Pogonomys sylvestris bewohnt verschiedene Regionen Neuguineas.

P. fergussoniensis gilt aufgrund des kleinen Verbreitungsgebietes und der Zerstörung ihres Lebensraums laut IUCN als „stark gefährdet“ (endangered), für P. championi fehlen genaue Daten, die übrigen drei Arten sind häufig und nicht gefährdet.